# Куркума
Курку́ма (Curcuma) — рід багаторічних рослин, схожих на очерет. Сягають метрової висоти. Належать до родини імбирних (Zingiberaceae). Найвідоміша та найрозповсюдженіша куркума домашня або індійський шафран. Рід налічує ≈ 170 видів, які зростають від південної й південно-східної Азії до північної Австралії.

## Морфологічна характеристика
Куркума — багаторічна трав'яниста рослина заввишки до 1 метра. Кореневища розгалужені, м'ясисті, ароматні, часто з бульбоносними коренями. Листки прикореневі; листкова пластинка широколанцетна чи довгаста, рідше вузьколінійна. Суцвіття — кінцевий колос на псевдостеблах або на окремих пагонах, що відходять від кореневищ, іноді з'являються перед листям; квітконос прямовисний. Приквітки часто мають різне забарвлення на кінчику. Чашечка зазвичай коротко трубчаста, розщеплена з одного боку, верхівка 2- або 3-лопатева або зубчаста. Віночок лійкоподібний; частки яйцеподібні чи довгасті, майже рівні чи центральні частки довші. Зав'язь 3-роздільна. Тичинки короткі та широкі; пиляки різноманітні. Коробочка еліпсоїдна, 3-клапанна, розкривається.

## Розповсюдження
Куркума належить до тропічних спецій, що походять з Південно-східної Індії. Її розводять у Китаї, Індії (у західній частині), на Яві. До Європи вона потрапила ще у давнину разом з арабськими купцями[джерело?].

## Вирощування
Розмножуються тонкими частинами кореневищ; перший врожай одержують вже через 10 місяців після посадки.
В Україні вирощування можливе як кімнатних рослин, або ж як дворічних. У перший рік складається великий корінь куркуми. До осені він встигає утворити відростки (1-2 см).
Відростки можна дорощувати в горщику або наступного року в землі.

## Використання
Кореневища та стеблі багатьох видів цього роду містять ефірні олії та жовті барвники (куркумін) та культивуються, як прянощі та лікарські рослини. Найбільше поширення, як прянощі має куркума довга (куркума домашня, турмерик), порошок з висушених кореневищ якої відомий як прянощі «куркума».
З багатьох видів куркуми лише три застосовують в кулінарії. У першу чергу, для виготовлення спецій та приправ йде куркума довга. Другий вид — куркума ароматна переважно використовується в кондитерському виробництві, де він цінується вище, ніж Куркума довга. Третій вид куркума цедоарія зазвичай готується не у вигляді порошку, а у вигляді кореневища, порізаного на довгі дольки, які використовуються у виробництві лікерів (замінюють куркуму довгу). Всі ці три види можуть бути використані під назвою індійський шафран. Четвертий вид куркума кругла йде зазвичай на крохмаль і є скоріше технічною культурою, ніж харчовою.
Не існує якісних доказів для використання як лікарського засобу.

## Види
1. Curcuma aeruginosa Roxb.
2. Curcuma albicoma S.Q.Tong
3. Curcuma albiflora Thwaites
4. Curcuma alismatifolia Gagnep.
5. Curcuma amada Roxb.
6. Curcuma amarissima Roscoe
7. Curcuma angustifolia Roxb.
8. Curcuma aromatica Salisb.
9. Curcuma attenuata Wall. ex Baker
10. Curcuma aurantiaca van Zijp
11. Curcuma australasica Hook.f.
12. Curcuma bicolor Mood & K.Larsen
13. Curcuma bhatii (R.M.Smith) Skornickova & M.Sabu
14. Curcuma burttii K.Larsen & R.M.Smith
15. Curcuma caesia Roxb.
16. Curcuma ceratotheca K.Schum.
17. Curcuma chuanyujin C.K.Hsieh & H.Zhang
18. Curcuma cochinchinensis Gagnep.
19. Curcuma codonantha Skornickova
20. Curcuma coerulea K.Schum.
21. Curcuma colorata Valeton
22. Curcuma comosa Roxb.
23. Curcuma coriacea Mangaly & M.Sabu
24. Curcuma decipiens Dalzell
25. Curcuma ecalcarata Sivar. & Balach.
26. Curcuma euchroma Valeton
27. Curcuma ecomata Craib
28. Curcuma elata Roxb.
29. Curcuma exigua N.Liu
30. Curcuma ferruginea Roxb.
31. Curcuma flaviflora S.Q.Tong
32. Curcuma glans K.Larsen & Mood
33. Curcuma gracillima Gagnep.
34. Curcuma grandiflora Wall. ex Baker
35. Curcuma haritha Mangaly & M.Sabu
36. Curcuma harmandii Gagnep.
37. Curcuma heyneana Valeton & van Zijp
38. Curcuma ignea Ruchis. & Jenjitt.
39. Curcuma inodora Blatt.
40. Curcuma karnatakensis Amalraj
41. Curcuma kudagensis Velayudhan, V.S.Pillai & Amalraj
42. Curcuma kwangsiensis S.G.Lee & C.L.Liang
43. Curcuma lanceolata Ridley
44. Curcuma larsenii C.Maknoi & T.Jenjittikul
45. Curcuma latiflora Valeton
46. Curcuma latifolia Roscoe
47. Curcuma leonidii[3]
48. Curcuma leucorrhiza Roxb.
49. Curcuma loerzingii Valeton
50. Curcuma longa L.
51. Curcuma longispica Valeton
52. Curcuma malabarica Velayudhan, Amalraj & Muralidharan
53. Curcuma maxwellii Škorničk. & Suksathan
54. Curcuma meraukensis Valeton
55. Curcuma mutabilis Skornickova, M.Sabu & Prasanthkumar
56. Curcuma neilgherrensis Wight
57. Curcuma nilamburensis K.C.Velayudhan et al.
58. Curcuma oligantha Trimen
59. Curcuma ornata Wall. ex Baker
60. Curcuma papilionacea Soonthornk., Ongsakul & Škorničk
61. Curcuma parviflora Wall.
62. Curcuma parvula Gage
63. Curcuma peethapushpa Sasidh. & Sivar.
64. Curcuma petiolata Roxb.
65. Curcuma phaeocaulis Valeton
66. Curcuma pierreana Gagnep.
67. Curcuma plicata Wall. ex Baker
68. Curcuma porphyrotaenia Zipp. ex Span.
69. Curcuma prakasha S.Tripathi
70. Curcuma pseudomontana J.Graham
71. Curcuma purpurascens Blume
72. Curcuma purpurea Blatt.
73. Curcuma raktakanta Mangaly & M.Sabu
74. Curcuma reclinata Roxb.
75. Curcuma rhabdota Sirirugsa & M.F.Newman
76. Curcuma rhomba Mood & K.Larsen
77. Curcuma roscoeana Wall.
78. Curcuma rubescens Roxb.
79. Curcuma rubroaurantiaca Škorničk. & Soonthornk.
80. Curcuma rubrobracteata Skornickova, M.Sabu & Prasanthkumar
81. Curcuma sattayasaii A.Chaveerach & R.Sudmoon
82. Curcuma sichuanensis X.X.Chen
83. Curcuma singularis Gagnep.
84. Curcuma sparganiifolia Gagnep.
85. Curcuma stenochila Gagnep.
86. Curcuma strobilifera Wall. ex Baker
87. Curcuma sulcata Haines
88. Curcuma sumatrana Miq.
89. Curcuma sylvatica Valeton
90. Curcuma thalakaveriensis Velayudhan et al.
91. Curcuma thorelii Gagnep.
92. Curcuma tongii Y.H. Tang & Li X.Zhang[4]
93. Curcuma trichosantha Gagnep.
94. Curcuma vamana M.Sabu & Mangaly
95. Curcuma vellanikkarensis K.C.Velayudhan et al.
96. Curcuma wenyujin Y.H.Chen & C.Ling
97. Curcuma wenchowensis Y.H.Chen & C.Ling
98. Curcuma xanthella Škorničk, 2013
99. Curcuma yunnanensis N.Liu & C.Senjen
100. Curcuma zanthorrhiza Roxb.
101. Curcuma zedoaria (Christm.) Roscoe
102. Curcuma zedoaroides A.Chaveerach & T.Tanee